# Прайд (альбом)
«Прайд» — третий студийный альбом группы «Операция Пластилин». Презентация прошла в прямом эфире 7 ноября 2014 года в программе «Живые» радиостанции Своё Радио. Выпуск альбома состоялся 14 ноября 2014 года.

## Информация об альбоме
Альбом был записан в студии «АиБ» Сергеем Левченко с июля по август. Часть песен («Intro. Pride», «Космонавты», «Outro. I’m not tired») записывалось в творческой лаборатории Хиросима. Сведением альбома занимался Денис Юровский в студии Параметрика в сентябре и октябре. Название альбома появилось в процессе создания которое было навеяно передачей по телевидению где рассказывалось о жизни львиного прайда. В интервью вокалист Анатолий Царёв отметил что в группе «Операция Пластилин» отношения обладают «хищной близостью» напоминая львиный прайд. Песни для альбома «Прайд» писались в течение нескольких лет. Название песни «Прекрасный новый мир» отсылает к известному роману-антиутопии «О дивный новый мир» написанному Олдосом Хаксли песня была написана летом 2013 года до событий в Украине. Название песни «Панк-рок (надувает наши паруса)» отсылает к почти одноимённому треку «Рок-н-ролл надувает наши паруса» группы Тринадцатое Созвездие. На запись были приглашены музыканты Дмитрий Соколов из группы «Йорш» и Владимир Котляров из группы «Порнофильмы». Песня «Космонавты» была записана на телефон во время отдыха в Крыму впоследствии над демо был проведён финальный мастеринг для альбома. В феврале 2019 года композиция была переиздана в электрическом варианте и выпущена синглом. Песня «Don’t Kill Us (We’re In Love)» посвящена Тимуру Качараве антифашистскому активисту и музыканту из Санкт-Петербурга. Тимур погиб в результате нападения группы неонацистов во время акции «Еда вместо бомб» на площади Восстания 13 ноября 2005 года. Название песни «Don’t Kill Us (We’re In Love)» было позаимствовано с фотографии, которую Тимур сделал за три месяца до гибели. Заключительный трек альбома «Outro» является кавер-версией на композицию «I’m So Tired» группы Fugazi. В версии «рйна» был изменён припев «I’m Not Tired». Текст песни «Шелест утренних звёзд» был написан на салфетке за пару месяцев до релиза созданием видеоклипа занималась студия Nillo выпуск которого состоялся в 2015 году. В съёмке клипа приняла вся команда «О.П.-team». В 2014 году группа выиграла «Битву за эфир» в конкурсе Нашего радио получив ротацию в эфире радио. Презентация прошла 22 ноября в питерском клубе Zoccolo 2.0 также в Москве 29 ноября в клубе Rock House и 12 декабря в Тамбове в арт-кафе «ДК» в 2014 году.

## Список композиций
Все тексты написаны Анатолием Царёвым кроме отмеченных, вся музыка написана группой «Операция Пластилин».
| №                   | Название                              | Длительность |
| ------------------- | ------------------------------------- | ------------ |
| 1.                  | «Intro. Прайд»                        | 1:20         |
| 2.                  | «Прекрасный новый мир»                | 3:56         |
| 3.                  | «Панк-рок (надувает наши паруса)»     | 2:47         |
| 4.                  | «Прятки»                              | 3:56         |
| 5.                  | «Вечный кайф»                         | 3:48         |
| 6.                  | «Здравствуйте, всё это я»             | 3:32         |
| 7.                  | «Целое из дыр»                        | 3:10         |
| 8.                  | «Космонавты»                          | 3:08         |
| 9.                  | «Гимн левитации»                      | 3:48         |
| 10.                 | «Spasibo!»                            | 4:16         |
| 11.                 | «Don't Kill Us (We're In Love)»       | 4:16         |
| 12.                 | «Чужая боль»                          | 3:39         |
| 13.                 | «Шелест утренних звёзд»               | 2:38         |
| 14.                 | «Outro. I'm not tired» (cover Fugazi) | 1:53         |
| Общая длительность: | Общая длительность:                   | 46:07        |

## Участники записи
| Операция Пластилин - Анатолий «рйн» Царёв — вокал, гитары, оформление. - Екатерина «Кошка» Цион-княжева — скрипка, бэк-вокал. - Иван «Вано» Клюшин — гитары. - Алексей «Фронтмен» Разумов — бас-гитара, бэк-вокал. - Анастасия Уварова — клавишные, синтезаторы. - Сергей «Зима» Зимарин — ударные. | Приглашённые музыканты - Владимир Котляров — вокал (песня № 3). - Дмитрий Соколов — вокал (песня № 3). Технический персонал - Сергей Левченко — запись альбома, семплы, аранжировка. - Денис Юровский — сведение и мастеринг. - Николай Верещака — фотограф. - Mara Rain — дизайн-оформление. |